# 三棵榆树镇
三棵榆树镇，是中华人民共和国吉林省通化市通化县下辖的一个乡镇级行政单位。

## 行政区划
三棵榆树镇下辖以下地区：
鑫和社区、三棵榆树村、鲜明村、欢喜岭村、依木树村、新立村、增胜村、鞭杆沟村、杨宝沟村、沿江村、下排村和朝明村。